# Ronan O’Gara
Ronan John Ross O’Gara (* 7. März 1977 in San Diego, Kalifornien) ist ein ehemaliger irischer Rugby-Union-Spieler, der auf der Position des Verbindungshalbs eingesetzt wurde. Er war für die Irische Rugby-Union-Nationalmannschaft und die Provinz Munster aktiv. Er war dreimal an der Tour der British and Irish Lions beteiligt und kam dabei zu zwei Einsätzen. Seit 2019 ist Ronan O’Gara Cheftrainer der französischen Top-14-Mannschaft Stade Rochelais.

## Leben und Spielerkarriere
Der in San Diego geborene O’Gara besuchte die Schule und Universität im irischen Cork, wo er seinen Nationalmannschaftskollegen Peter Stringer kennenlernte, mit dem er zahlreiche Spiele bestritt. Bereits in den Jugendauswahlen zeigte er sein großes Talent und durfte so für die U21 Irlands auflaufen. 1997 wechselte er zum internationalen Top-Verein Munster, für den er bis 2013 spielte. Mit Munster Rugby holte O’Gara sechs Meistertitel in der Pro14.
Von 2000 bis 2013 spielte Ronan O’Gara für die Irische Rugby-Union-Nationalmannschaft und nahm an der Rugby-Union-Weltmeisterschaft 2003, 2007 und 2011 teil.
Beim Six Nations 2009 überholte er mit seinen 17 Punkten im Spiel gegen Schottland Jonny Wilkinson als Topscorer des traditionsreichen Turniers. Am Ende des Turniers erreichten die Iren nach 1948 den zweiten Grand Slam, O’Gara stand dabei bei allen Spielen in der Startformation. Am 21. April 2009 wurde er von Ian McGeechan für die Südafrika-Tour der British and Irish Lions nominiert.
Am 18. Mai 2013 beendete er seine aktive Karriere.

## Erfolge
Zu seinen größten Erfolgen zählt der Sieg im Heineken Cup mit Munster 2006 und 2008 sowie die Erringung der Triple Crown bei den Six Nations 2006 und 2007, als die Iren nur durch je eine Niederlage gegen Frankreich den Gesamtsieg verpassten.
O’Gara hält den Rekord für den Spieler mit den meisten erzielten Punkten im Heineken Cup mit mehr als 1000 Zählern. In der internationalen Liste der erfolgreichsten Spieler liegt er auf Platz 6 mit 929 Punkten in 93 Länderspielen.

## Trainerkarriere
Nach seiner aktiven Karriere wurde O’Gara Defensiv-Trainer beim französischen Top 14 Verein Racing 92. Dort war er von 2013 bis 2017 tätig und gewann 2016 mit seiner Mannschaft den französischen Meistertitel. Von 2018 bis 2019 war er Assistenz-Trainer beim neuseeländischen Super Rugby Verein Crusaders. Dort konnte er mit seiner Mannschaft den neunten (2018) und zehnten (2019) Titel im Super Rugby holen. Seit 2019 trainiert er als Cheftrainer die französische Top 14-Mannschaft Stade Rochelais.

## Ehrungen
2018 wurde Ronan O’Gara in die World Rugby Hall of Fame aufgenommen.